# Mus pahari
Espèce
La musaraigne de Gairdner (Mus pahari) est une espèce de rongeur de la famille des Muridés.

## Répartition
La musaraigne de Gairdner vit en Chine, en Inde, au Laos, en Birmanie, en Thaïlande et au Vietnam.